# زنبورواران
زنبورواران (نام علمی: Apoidea) نام یک بالاخانواده از راسته پرده‌بالان است.